# Invasion italienne de l'Égypte
Seconde Guerre mondiale
Batailles
Guerre du Désert
- Invasion de l'Égypte
- Compass (Fort Capuzzo
- Nibeiwa
- Sidi Barrani
- Bardia
- Tobrouk (1941)
- Mechili
- Beda Fomm)
- Koufra
- Siège de Giarabub
- Sonnenblume
- El Agheila (1941)
- Siège de Tobrouk (Raid sur Bardia
- Raid Twin Pimples)
- Skorpion
- Brevity
- Battleaxe
- Crusader (Flipper
- Bir el Gubi (novembre 1941)
- Point 175
- Bir el Gubi (décembre 1941))
- Fort Lamy
- Gazala (Bir Hakeim
- Tobrouk (1942))
- Mersa Matruh
- El Alamein (juillet 1942) (Raid sur l'aérodrome de Sidi Haneish)
- Alam el Halfa
- Agreement (Caravan)
- Bertram
- Braganza
- El Alamein (octobre 1942) (Avant-poste Snipe)
- El Agheila (1942)

Débarquement allié en Afrique du Nord
- Blackstone
- Casablanca
- Reservist
- Terminal
- Port Lyautey
- Brushwood

Campagne de Tunisie
- Course pour Tunis
- Ligne Mareth
- Sidi Bouzid
- Kasserine
- Sejnane
- Ochsenkopf
- Capri
- Ksar Ghilane
- Pugilist
- El Guettar
- Wadi Akarit
- Longstop Hill
- Hill 609
- Vulcan
- Flax
- Retribution
- Strike

L'invasion italienne de l'Égypte est une offensive italienne contre les Britanniques, le Commonwealth et les forces françaises libres lors de la Seconde Guerre mondiale, menée du 9 au 16 septembre 1940. Il s'agit de la première offensive menée par les Italiens en Afrique du Nord, correspondant au début de la guerre du désert.

## Objectifs italiens
L'objectif initial de l'offensive était de s'emparer du canal de Suez. Cette voie est alors vitale pour l'Afrique orientale italienne. Pour ce faire, les forces italiennes de la Libye auraient dû avancer dans le nord de l'Égypte jusqu'au canal. Après de nombreux retards, l'objectif de l'offensive fut considérablement réduit. En fin de compte, il fut de progresser en Égypte et d'attaquer toutes les forces hostiles se trouvant face à l'armée italienne. Bien que l'Égypte soit officiellement neutre, elle avait signé le traité anglo-égyptien de 1936, autorisant les forces britanniques à défendre l'Égypte, et notamment le canal de Suez où stationnait des troupes britanniques, en cas d'agression.

## Déroulement
L'offensive commença le 9 septembre 1940 lorsque les avions de la Regia Aeronautica italienne attaquèrent la Royal Air Force britannique dans l'est de la Libye et en Égypte. Les Britanniques ripostèrent en bombardant Tobrouk ainsi que d'autres villes sous contrôle italien. L'avancée des troupes italiennes au sol fut considérée comme un véritable désastre, une division entière fut perdue et de nombreux chars furent mis hors de combat, soit à cause des mines, soit à cause des surchauffes de moteur (les chars de l'armée italienne étaient à cette époque composés de Fiat-Ansaldo M11/39 et de Fiat-Ansaldo M13/40, connus pour leur faible fiabilité mécanique, leur lenteur et leurs faibles performances).
Ce n'est qu'à partir du 13 septembre 1940, date à partir de laquelle la 1re division italienne de chemises noires reprend le Fort Capuzzo aux forces britanniques, que l'invasion commence réellement en empruntant le col d'Halfaya, situé à la frontière lybio-égyptienne. Cette progression se fait sans véritables combats. En effet, les Britanniques, en large infériorité numérique, s'étaient déjà retirés du pays après avoir miné une grande partie du désert égyptien, provoquant plusieurs pertes parmi les troupes italiennes lors de leur passage. Seules des forces de couverture avaient été positionnées à Mersa Matruh mais battirent en retraite après l'arrivée de l'armée italienne dans la ville. L'invasion prit fin le 16 septembre 1940 lorsque les Italiens atteignirent Sidi Barrani, ville côtière de Méditerranée. L'arrêt de l'offensive est dû à un manque de ravitaillement des véhicules blindés, telle que décrite par le général Rodolfo Graziani et malgré l'ordre de Mussolini, qui appelait à continuer l'invasion.

## Conséquences

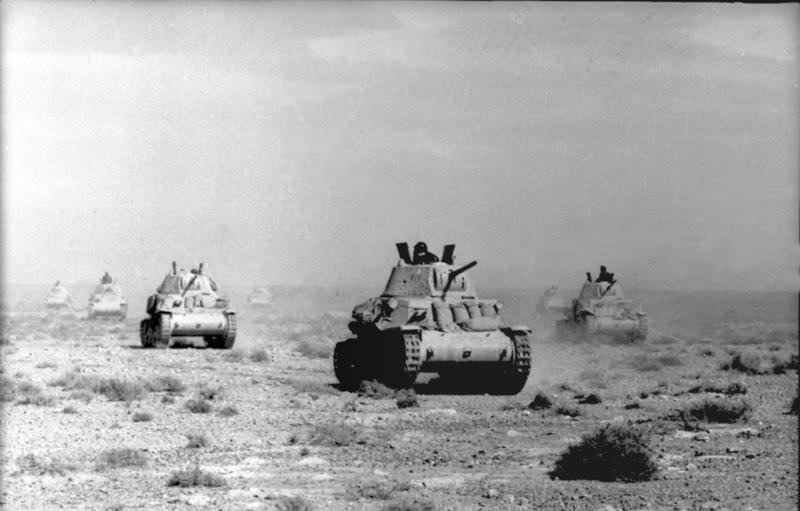
Nous voyons ici des chars italiens dans le désert plus précisément des chars modèle fiat 13/40.

Bien que les forces italiennes s'emparent de plusieurs localités côtières égyptiennes, l'opération est considérée comme un échec. L'offensive est tombée très loin de son objectif initial, qui prévoyait de capturer le canal de Suez : l'armée italienne n'avança que de 80 km sur le territoire égyptien. Si elle permit de porter un petit coup à la Royal Air Force en capturant les aérodromes britanniques présents dans le pays, ils furent repris lorsque les Britanniques lancèrent l'opération Compass le 8 décembre 1940 et qui durera jusqu'au 8 février 1941, marquant une large victoire britannique sur les Italiens.
Benito Mussolini s'interrogea sur l'invasion, en s'adressant à Rodolfo Graziani, commandant en chef des opérations militaires en Égypte : « Quarante jours après la capture de Sidi Barrani je me pose la question : à qui ce long arrêt a-t-il été le plus utile ? À nous ou à l'ennemi ? Sans hésitation, je n'hésite pas à répondre : il a été utile, effectivement, plus à l'ennemi qu'à nous... Il est temps de vous demander si vous sentez que vous pouvez continuer à commander. »

### Documentaires télévisés
- Milieu du 5e épisode : La politique par d'autres moyens, de la série : Les grandes erreurs militaires, sur Planète+.